# Ja, Ja. Drømmeland
|  | Denne artikel er oprettet af botten Steenthbot ud fra en ekstern database. Den kan derfor have sproglige fejl eller mangler. Denne skabelon kan fjernes efter kontrol af indholdet. |

Ja, Ja. Drømmeland er en dansk eksperimentalfilm fra 1945 instrueret af Preben Frank.

## Handling
En alternativ Danmarksfilm. En montage af hurtigt sammenklippede optagelser (på hovedet, spejlvendt, sort/hvid, farve m.m.) af forskellige seværdigheder, dansk kultur, historie og naturliv: Måger, DFDS-båden M/S Kjøbenhavns ankomst til Aalborg, Den lille havfrue, fiskerkonerne på Gl. Strand, aften i Tivoli, en landmand, Gudrun Fiil i køkkenet på Hvidsten Kro, flag på Strøget, to piger solbader, bronzealderhøj med hest på toppen, lænkehund gør, to damer drikker kaffe af underkop, hønsegård. Mellemtekst: "Ja-Ja". Mand med lommetørklæde på hovedet får sut i munden. Mellemtekst: "drømmeland". Flæskesteg der skæres, en portion mad, øl skænkes i glas, masser af mad på bord. Mand spytter sutten ud af munden, lyngmark, kat, et barn (Mogens) med to hunde, blomster, kirsebærklase, kirsebær plukkes, hest på toppen af bronzealderhøj, karikaturtegning af Adolf Hitler, Joseph Goebbels, Hermann Göring og Heinrich Himmler. Landsoldaten med den lille hornblæser, håndtryk udveksles, mand i dobbeltoptagelse, trickoptagelse af dame (der drejer rundt om sig selv), trickoptagelse af sporvogn (der drejer rundt om sig selv). Børn, mand spiser, rejemad stables, Tivoli-Garden, rytterstatuen af Frederik V, hest og føl, motor-færgested Christianshavn (billede snurrer rundt), skib, Vestkysten, Nora på vej op til H. Drachmanns grav, kæmpehøj, to børn, flere børn slås, rose - udsprungen og i knop, stær, blomster. Mellemtekst: "Det rare lille Danmark". Gravhøje. Filmen begynder forfra med måger, DFDS-båden etc.